# 윈스턴-세일럼 메모리얼 콜리시엄
윈스턴-세일럼 메모리얼 콜리시엄(Winston-Salem Memorial Coliseum)는 미국 노스캐롤라이나주 윈스턴-세일럼에 위치한 실내 경기장이다. 과거 ECHL 윈스턴-세일럼 선더버즈/캐롤라이나 선더버즈의 홈경기장으로 사용했다.